# Ben Werts
Ben Werts (Nijmegen, 16 november 1940) is een Nederlands voormalig voetballer die als linker middenvelder speelde.

## Carrière
Werts begon zijn loopbaan bij SCH en speelde in het seizoen 1961/62 voor Leeuwarden in de Eerste divisie. Tussen 1962 en 1970 speelde hij in totaal 244 competitiewedstrijden voor NEC waarin hij 45 doelpunten maakte. Daarna speelde hij nog twee seizoenen voor Vitesse. Werts was werkzaam in het UMC St. Radboud. Later trainde hij in het amateurvoetbal, onder meer bij Victoria '25, Hernani en AVIOS.

## Carrièrestatistieken
| Seizoen         | Club            | Land            | Competitie       | Competitie | Competitie | Beker | Beker | Internationaal | Internationaal | Overig | Overig | Totaal | Totaal |
| Seizoen         | Club            | Land            | Competitie       | Wed.       | Dlp.       | Wed.  | Dlp.  | Wed.           | Dlp.           | Wed.   | Dlp.   | Wed.   | Dlp.   |
| --------------- | --------------- | --------------- | ---------------- | ---------- | ---------- | ----- | ----- | -------------- | -------------- | ------ | ------ | ------ | ------ |
| 1961/62         | Leeuwarden      | Nederland       | Eerste divisie A | –          | –          | –     | 0     | 0              | 0              | 0      | 0      | –      | –      |
| 1962/63         | N.E.C.          | Nederland       | Tweede divisie A | 32         | 5          | 6     | 0     | 0              | 0              | 1      | 0      | 39     | 5      |
| 1963/64         | N.E.C.          | Nederland       | Tweede divisie B | 30         | 10         | 3     | 0     | 0              | 0              | 1      | 0      | 34     | 10     |
| 1964/65         | N.E.C.          | Nederland       | Eerste divisie   | 30         | 10         | 1     | 0     | 0              | 0              | 0      | 0      | 31     | 10     |
| 1965/66         | N.E.C.          | Nederland       | Eerste divisie   | 27         | 3          | 3     | 0     | 0              | 0              | 0      | 0      | 30     | 3      |
| 1966/67         | N.E.C.          | Nederland       | Eerste divisie   | 38         | 11         | 1     | 0     | 0              | 0              | 0      | 0      | 39     | 11     |
| 1967/68         | N.E.C.          | Nederland       | Eredivisie       | 33         | 2          | 4     | 1     | 0              | 0              | 0      | 0      | 37     | 3      |
| 1968/69         | N.E.C.          | Nederland       | Eredivisie       | 20         | 1          | 3     | 0     | 0              | 0              | 0      | 0      | 23     | 1      |
| 1969/70         | N.E.C.          | Nederland       | Eredivisie       | 34         | 3          | 1     | 0     | 0              | 0              | 0      | 0      | 35     | 3      |
| 1970/71         | Vitesse         | Nederland       | Eerste divisie   | 25         | 2          | 2     | 1     | 0              | 0              | 0      | 0      | 27     | 3      |
| 1971/72         | Vitesse         | Nederland       | Eredivisie       | 21         | 0          | 1     | 0     | 0              | 0              | 0      | 0      | 22     | 0      |
| Carrière totaal | Carrière totaal | Carrière totaal | Carrière totaal  | –          | –          | –     | –     | 0              | 0              | 0      | 0      | –      | –      |

## Erelijst
N.E.C.
| Nationaal      |    |         |
| Tweede divisie | 1x | 1963/64 |